# Die Stunde der Feuer
Die Stunde der Feuer  (ungenau zuvor Die Stunde der Hochöfen) ist ein argentinischer Dokumentarfilm von Pino Solanas und Octavio Getino von 1968. Er gilt als der wichtigste  Film in Lateinamerika, der auch die Bewegung des Dritten Kinos begründete.

## Inhalt
Der Film besteht aus drei Teilen. Im ersten wird die Ausbeutung und Unterdrückung Argentiniens in der Vergangenheit beschrieben. Der zweite Teil stellt die Entwicklung der peronistischen Bewegung im Land dar. Der dritte Teil ist ein Aufruf zur Revolution und zum bewaffneten Kampf.
Das Hauptanliegen des Filmes ist es, die Unterdrückung Lateinamerikas durch ausländische Einflussnahme und die davon abhängigen einheimischen Diktaturen und Regierungen aufzuzeigen. Das Ziel müsse die Beendigung des Neokolonialismus, die politische Unabhängigkeit des Kontinents und sozialistische Gesellschaftsformen sein. Ebenso müsse das Filmwesen entkommerzialisiert werden.

## Hintergründe
Der Film entstand unter dem Einfluss der Befreiungsbewegungen in Lateinamerika und Afrika, der Revolution in Kuba von 1959 und der Studentenproteste von 1968 in Westeuropa. Er war auch geprägt durch wichtige Schriften wie Die Verdammten dieser Erde von Frantz Fanon und Texte von Ernesto Che Guevara und weiteren revolutionären Autoren.
Pino Solanas drehte den Film mehrere Jahre lang in Argentinien und stellte ihn dann im Exil in Italien zusammen. Dort wurde er erstmals am 2. Juni 1968 auf dem Filmfest in Pesaro gezeigt, bald danach in West-Berlin durch die Freunde der deutschen Kinemathek (auf Anregung von Ulrich Gregor). In Argentinien konnte er zunächst aufgrund der Militärdiktatur unter Juan Carlos Onganía und seinen Nachfolgern (1966–1973) nur heimlich gezeigt werden, erst 1973 waren öffentliche Vorführungen möglich.
La Hora de los Hornos wurde inzwischen in etwa 70 Ländern aufgeführt und erhielt mehrere Auszeichnungen.
Er wurde auch in den letzten Jahren mehrmals in Deutschland und Österreich gezeigt, meist aber nur noch der erste Teil mit 88 Minuten.
Der Originaltitel La hora de los hornos (Die Stunde der Feuer) ist ein Zitat aus einem Manifest von Ché Guevara von 1967, der es aus einem Brief des kubanischen Freiheitshelden José Marti von 1891 übernommen hatte. Dieser meinte mit hornos die häusliche Feuerstätte, im übertragenen Sinne den nötigen Beginn der Revolution. Im Film ist zu Beginn eine brennende Fackel zu sehen, und am Ende ein Feuer.
Pino Solanas und Octavio Getino verfassten 1969 ein Manifest, das die Absichten des Films noch einmal darlegte, und begründeten damit die revolutionäre Richtung des Dritten Kinos.

## Zitate
Der Schweizer Johannes Beringer, der damals an der HFFB studierte, berichtete von der ersten Vorführung in Pesaro

„Nach der Projektion [...] und angeheizt vor allem durch die Ché Guevara-Sequenz im Schlussteil schlug die ‚revolutionäre‘ Stimmung hohe Wellen: ich weiß noch, wie erhitzt und tatendurstig wir gegen Abend aus dem bis zum letzten Platz besetzten Kinosaal kamen […].“